# 许世友反革命集团案
许世友反革命集团案指1937年中国共产党领导的红四方面军干部许世友、洪学智、刘世模、朱德崇、詹道奎、王建安等拖枪叛逃，其中王建安转变态度，向中共中央交诚，举报了许世友领导的这起分裂中国共产党和中国工农红军的阴谋活动，在毛泽东等领导层的决策下，这场被中共中央定性为“反党反革命集团”的活动被全面挫败，而许世友、洪学智、刘世模、朱德崇、詹道奎、王建安等人也被分别判刑。最终，许世友向毛泽东下跪认错，献上个人的忠诚，在毛泽东担保下最终被释放，并从此官运亨通。

## 背景
1935年，中国国民党及其领导的南京国民政府领袖蒋中正开始对中国共产党领导的中国工农红军进行“围剿”，毛泽东所在的红一方面军经过8个多月的战斗，伤亡损失较大。6月，“两河口会师”，毛泽东主张“红军北上”，避其锋芒，保存实力，而张国焘主张在“川康地区建立革命根据地”，两人矛盾激化。张国焘向中共中央要权，担任了“总政治委员”的虚职，并且开始筹备“南下计划”。在中共中央的会议上，张国焘的计划遭到了反对，于是他自己在西康省（今四川省）理番县卓木碉组建了“中共中央”，当起了“临时中央主席”，开除了毛泽东、周恩来、博古、张闻天等人的党籍，对叶剑英、杨尚昆“免职查办”，并且把部队带到了西康省。
1936年，张国焘8万人的部队只剩下了不到3万人，他带着部分残余部队到了陕北保安。其大部隊加上一方面軍中的五軍組為西路軍
1937年3月底，中共中央召开政治局扩大会议，深刻批评张国焘的错误，并且作出《关于张国焘同志错误的决定》，张国焘应付式的写了《我的错误》。

## 过程
在1937年3月底的中共中央政治局扩大会议上，除了批判张国焘之外，也对张国焘的旧部下许世友、洪学智、刘世模、朱德崇、詹道奎、王建安等展开批判，会议上提出三条：

1. 红四方面军是土匪
2. 红四方面军干部是军阀
3. 红四方面军干部是张国焘收买的

在延安，拥护毛泽东的部队成员都一致认为张国焘是叛贼，同时说许世友是“托洛茨基”，是“土匪”，“反抗中央”，而其他干部和部队成员都看不起红四方面军。许世友听说之后，非常生气，气得吐血，被送入医院。刘世模对着自己的脑袋开了一枪，但是没有死亡，重伤入院。
许世友病愈之后，暗地里联络张国焘的旧部下，阴谋拖枪逃跑，打算继续回到西康省，到自己老部下刘子才那里去打游击战，第三天的时候，已经有30多名张国焘的旧部下表示愿意跟随许世友，许世友制定了路线和方针计划，准备4月4月晚上10点出发。
让许世友意料之外的是，红四军政治委员王建安中途变卦，秘密报告给当时抗日军政大学总支委员谢富治，校长林彪旋即给毛泽东作报告，毛泽东等领导人立刻就派兵拿下了叛贼许世友、洪学智、刘世模、朱德崇、詹道奎、王建安等人，并且把这起事件定性为“许世友反革命集团案”。
许世友被逮捕之后，大骂“叛徒”王建安，并且从此两人翻脸，一直到第二次国共内战中国人民解放军攻取山东省济南市才在毛泽东的劝说下握手言和。

1937年6月6日上午，延安最高法院判决许世友等人拖枪逃跑，判决书写道：
许世友，系前红四方面军第四军军长，现在抗日军政大学第一队学习，因对目前斗争张国焘错误路线问题，认为中央是对红四方面军采取各个击破……逐渐发展形成到政治上的动摇，遂于第四军副军长刘世模、政治委员王建安、政治部主任洪学智、前九十一师师长朱德崇、前九十三师政治委员詹道奎，组织拖枪逃跑出去打游击……由许世友带二人，在最后掩护出城逃跑，如有人追捕，即实行抵抗……此项阴谋，该犯等已着手实行，因被西北军保卫局破获而未遂。
判决结果是：
| 姓名   | 刑罚                       | 备注 |
| ------ | -------------------------- | ---- |
| 许世友 | 有期徒刑1年半，褫夺公权1年 |      |
| 刘世模 | 有期徒刑1年半，褫夺公权1年 |      |
| 洪学智 | 有期徒刑8个月，褫夺公权1年 |      |
| 朱德崇 | 有期徒刑8个月，褫夺公权1年 |      |
| 詹道奎 | 有期徒刑8个月，褫夺公权1年 |      |
| 王建安 | 有期徒刑6个月              |      |

原本许世友等叛徒都被判处“应即各处死刑”，但是毛泽东在接受了许世友的效忠后，“怜惜他们的带兵才华”、给予“极宽大处置”，表面上的原因是“团结党内大多数。”

## 后记
中华人民共和国成立之后，洪学智对此案耿耿于怀和不服中共中央的判决，认为自己没有错误：“我为什么被抓，没有人跟我讲过。我究竟犯了什么错误，我也不明白。给我定的罪名是‘组织逃跑未遂’。别说‘组织’，我连想都没想过。”
前红四方面军总指挥徐向前则在回忆录中写道：“其实，这是一个冤案。起因在于抗大清算‘国焘路线'，矛头指向四方面军的学员，整得好苦，引起强烈不满情绪。许世友他们议论过，在延安呆不下去，就回鄂豫皖或川陕根据地，打游击去！不知被什么人报告上去，就变成了‘反革命事件'，株连一大片。”